# The Black Moth
The Black Moth é um romance da era georgiana da escritora britânica Georgette Heyer, ambientado por volta de 1751. The Black Moth foi o romance de estreia de Heyer, publicado quando Heyer tinha dezenove anos, em 1921. Foi um sucesso comercial.
A história segue Lorde Jack Carstares, um nobre inglês que se torna um ladrão de estradas após assumir a culpa durante um escândalo de trapaça anos antes. Um dia, ele resgata a Srta. Diana Beauleigh quando ela quase é sequestrada pelo Duque de Andover. Jack e Diana se apaixonam, mas seu passado conturbado e sua profissão atual ameaçam sua felicidade.
Com base em uma história que ela escreveu para seu irmão e publicou com o incentivo de seu pai, os críticos modernos consideraram-na uma obra falha, eles observaram características que Heyer incluiu em seus trabalhos posteriores.